# ترو کورپوریشن
شرکت ترو (انگلیسی: True Corporation) شرکت مخابراتی تایلندی است، که در سال ۱۹۹۰ تأسیس شد و هم‌اکنون زیرمجموعه‌ای از کرون پوکفند می‌باشد.